# ゴウォン
ゴウォン（朝: 고원、英: Gowon、2000年11月19日 - ）は韓国の女性歌手。韓国のガールズグループ「Loossemble」のメンバーで、「今月の少女」及び同グループ内のユニット「今月の少女 yyxy」の元メンバー。CTD ENM所属。本名はパク・チェウォン（韓: 박채원、漢: 朴彩嫚）。

## 来歴
2000年11月19日、韓国の京畿道に生まれる。OH MY GIRLのコンサートへ行った事をきっかけに歌手を志すようになる。
2018年1月15日に十一番目の少女としてビジュアルが公開され、1月30日にシングル『Go won』でソロデビュー。今月の少女で事務所所属からソロシングル発売までの期間がグループ内で一番少ないメンバーである。
2018年5月30日、 『今月の少女 yyxy』のメンバーとしてミニ・アルバム『Beauty & The Beat』でユニットデビュー。8月20日には、『今月の少女』のメンバーとしてデビューした。
2022年3月1日、他のメンバーらと共に新型コロナウイルスに感染。それに伴い、今月の少女として出演する予定であったQUEENDOM 2の一次競演の収録に参加せず、棄権することとなった。
2023年6月16日、元所属事務所との専属契約効力停止仮処分申請で勝訴判決が下され、Blockberry Creativeとの専属契約を終了。
7月5日、CTD ENMとの専属契約を締結。
9月15日、Loossembleのメンバーとして再デビュー。

## 人物・エピソード
身長は160cm。血液型はB型。象徴物はエデングリーン、蝶々、パイナップル、梅花。LP DANCE & VOCAL出身。ロールモデルはOH MY GIRL。
グライムスがインスタグラムの投稿のコメントにて、ゴウォンがイーロン・マスクとグライムスとの間に生まれた子供の代母である事を明らかにした。グライムスは2018年に『今月の少女 yyxy』のアルバムのタイトル曲「Love4eva」のフィーチャリングとして共演した事がある。
今月の少女のV LIVEでの配信の際に調理された、ブルマクチャンとチーズラーメンを別々に作った後に、一つの器に移すゴウォン定食が2020年の頃に注目を集めた。それに関連して、韓国のコンビニエンスストアであるGS25の公式YouTubeチャンネルにてゴウォン定食を直接本人が作るライブ配信が行われた。
可愛らしい顔立ちが特徴。デビュー前からゴウォンが食堂に来ると学校の男子が騒ぎ、先生が止めに入るほど可愛らしく人気だった。
おっとりしており、ふわふわした性格。ビジュアルが可愛らしいこともあり、LOONAのお姫様としてファンから認識されている。その一方で、卒業アルバムに自分の派手な髪色の写真が載ることを嫌がりすぎて高校中退したり、弓道をしたことが無いのにもかかわらず弓道選手になりたがっていたり、自分のことを可愛がるメンバーのことを「セバスチャン」と呼ぶなど、ユーモアや行動力に突出した一面も持つ。

## 作品

### 単独作品
| リリース年    | 収録アルバム | 参加楽曲                              |
| ------------- | ------------ | ------------------------------------- |
| 2018年1月30日 | Go won       | 1. One & Only 2. SeeSaw (Feat.KimLip) |

### 参加作品
| リリース年 | 収録アルバム       | 参加楽曲 | 備考                                                |
| ---------- | ------------------ | -------- | --------------------------------------------------- |
| 2018年     | Olivia Hye         | Rosy     |                                                     |
| 2018年     | beauty & the beast | 全曲     | - 所属ユニットである今月の少女 yyxy名義でのアルバム |
| 2021年     | Yum-Yum            | 全曲     |                                                     |
| 2021年     | Yummy-Yummy        | 全曲     |                                                     |

## ソロシングル
Go Won (ゴウォン)は、今月の少女プロジェクトでチュウの次に発表された十一番目の少女であるゴウォンのソロシングル。2018年1月15日にBlockBerry Creativeからリリースされ、Danalエンターテインメントから発売された。
アルバムの形態は、ソロバージョンとチュウとのツーショットバージョンの2種類展開されている。

### 収録曲
1. One & Only
作詞：パク・ジヨン
作曲：Darren Smith, Tammy
編曲：Dreen "BabyDeeBeats" Smith
2. See Saw
作詞：moone
作曲編曲：moone, Rhozyk

### 楽曲の解説
One & Only
タイトル曲。自己愛に関する歌詞になっており、どれだけ自分の存在が世界でくだらない存在の様に思えて、埃の様に見えたとしても「宇宙の中で私が私に会えたことは偶然じゃないよ」と世界にたった一人の私が私に会ったその存在に対する大切さを歌った楽曲。配信版では立体音響になっている。
See Saw
チュウとのデュエットソング。新しい音楽を開拓していく今月の少女だけのユニークさが込められている。チュウの歌声とゴウォンの歌声が混じり合い、シーソーに乗る様なバランスが面白さを増している。